# ASAHI EITOホールディングス
ASAHI EITOホールディングス株式会社（アサヒえいとうホールディングス、英: ASAHI EITO HOLDINGS CO.,LTD.）は、大阪府大阪市中央区常磐町に本社を置くトイレや洗面台の関連製品を製造する企業の持株会社。2023年6月にアサヒ衛陶株式会社より商号変更し、持株会社制に移行した。東京証券取引所スタンダード市場上場（2013年7月15日までは大阪証券取引所第2部上場）。

## 概要
トイレや洗面化粧台など住宅設備機器を取り扱い、衛生陶器においてはTOTO、LIXIL（旧INAX）に次ぐ中堅メーカーである。
また、下水道等の整備が不十分な地域において、より水洗式便所に近い実用性が得られる簡易水洗式トイレのトップ企業でもあり、今でも非水洗トイレの製造・販売を行う数少ないメーカーである。
最近では節水型トイレの製造もしており、環境分野においても尽力している。
2009年（平成21年）に本社工場を閉鎖した後、現在では主にベトナム・中国・韓国などのアジア諸国に生産拠点を置くなど、海外委託生産や海外調達を行っている（開発・組立加工は香川事業所で実施）。

## 沿革
- 1716年（享保元年） - 1735年（享保20年） - 摂津国大領村（現：大阪市住吉区大領）において屋根瓦の製造と発売を開始（当時）。
- 1921年（大正10年） - 赤煉瓦、土管、陶管の製造・発売（当時）。
- 1926年（大正15年/昭和元年） - 青地便器の製造・発売（当時）。
- 1935年（昭和10年） - 大阪衛陶工場建設。衛生陶器の製造・発売開始。
- 1950年（昭和25年） - 丹司製陶株式会社設立。
- 1952年（昭和27年） - 給水栓を発売。
- 1958年（昭和33年） - 排水金具を発売。
- 1964年（昭和39年） - アサヒ衛陶株式会社に商号変更。
- 1966年（昭和41年） - 大阪証券取引所第2部に上場。
- 1976年（昭和51年） - タンクレス式簡易水洗式便器「ニューレット」製造・発売開始。
- 1981年（昭和56年） - 大阪府南河内郡美原町（現在の堺市美原区）に本社移転。温水洗浄便座を発売開始。
- 1982年（昭和57年） - タンク式簡易水洗式便器「サンクリーン」製造・発売開始。
- 1991年（平成3年） - システム洗面化粧台を発売開始。
- 1995年（平成7年） - 温水洗浄便座「サンウォッシュ」発売開始。
- 2001年（平成13年） - ISO9001認証取得。防汚便器の自社開発。
- 2005年（平成17年） - 市町村合併に伴い本社所在地を大阪府堺市美原町（のちの堺市美原区）に住居表示変更。欧風洗面化粧台「AURA/EARL」発売開始。
- 2006年（平成18年） - 堺市の政令指定都市移行に伴い本社所在地を大阪府堺市美原区に再度住居表示変更。
- 2007年（平成19年） - 節水型トイレ「eddy」発売開始。
- 2009年（平成21年） - 本社衛陶工場を閉鎖。ワンピーストイレの発売開始。
- 2010年（平成22年） - ロゴマークを小変更。
- 2011年（平成23年） - ベトナムにおいて、販売子会社ビナアサヒを設立。
- 2013年（平成25年） - 大阪証券取引所と東京証券取引所との現物株市場統合に伴い、東京証券取引所第2部に指定替え。
- 2016年（平成28年） - 大阪市中央区に本社移転。
- 2017年（平成29年） - ヤマダデンキとの業務提携を公表。
- 2022年（令和4年） - ヤマダデンキとの業務提携に関するインサイダー取引があったとして、元代表取締役の町元孝二らが逮捕される（詳細は後述）。
- 2023年（令和5年） - 持株会社に移行し、ASAHI EITOホールディングス株式会社に商号変更。

## 主な製品
トイレ商品
- 水洗便器
- 簡易水洗式便器（一部の商品はネポンにOEM提供している）
- 非水洗便器（汲み取り式便器）
- 便座
- トイレ用手洗い

洗面所商品
- 洗面化粧台
- 洗面ボウル
- 洗面器
- 水栓金具
- サニタリー用品

福祉機器商品
- 車いす対応洗面台
- トイレ用手すり
- 介護用ベッド
- 他

## 関連会社
- アサヒ衛陶株式会社
  - 本社・大阪支店（大阪市中央区）
  - 東京支店（東京都北区）
  - 中四国営業所（広島市安佐南区）
  - 九州支店（佐賀県鳥栖市）
  - 香川工場（香川県東かがわ市）

## 不祥事

### 元社長らによるインサイダー取引
ヤマダデンキとの業務提携に絡んでの未公開情報を基に株取引を行ったとして、元社長の町元孝二と、元役員の一人が金融商品取引法違反（インサイダー取引）容疑で大阪地方検察庁特捜部により2022年1月26日に逮捕された。2月15日に同法違反の罪で2人が起訴された。10月6日、元社長の町元が大阪地方裁判所にて懲役2年、執行猶予3年、罰金200万円、追徴金1039万円の有罪判決を言い渡された。